# Speed painting

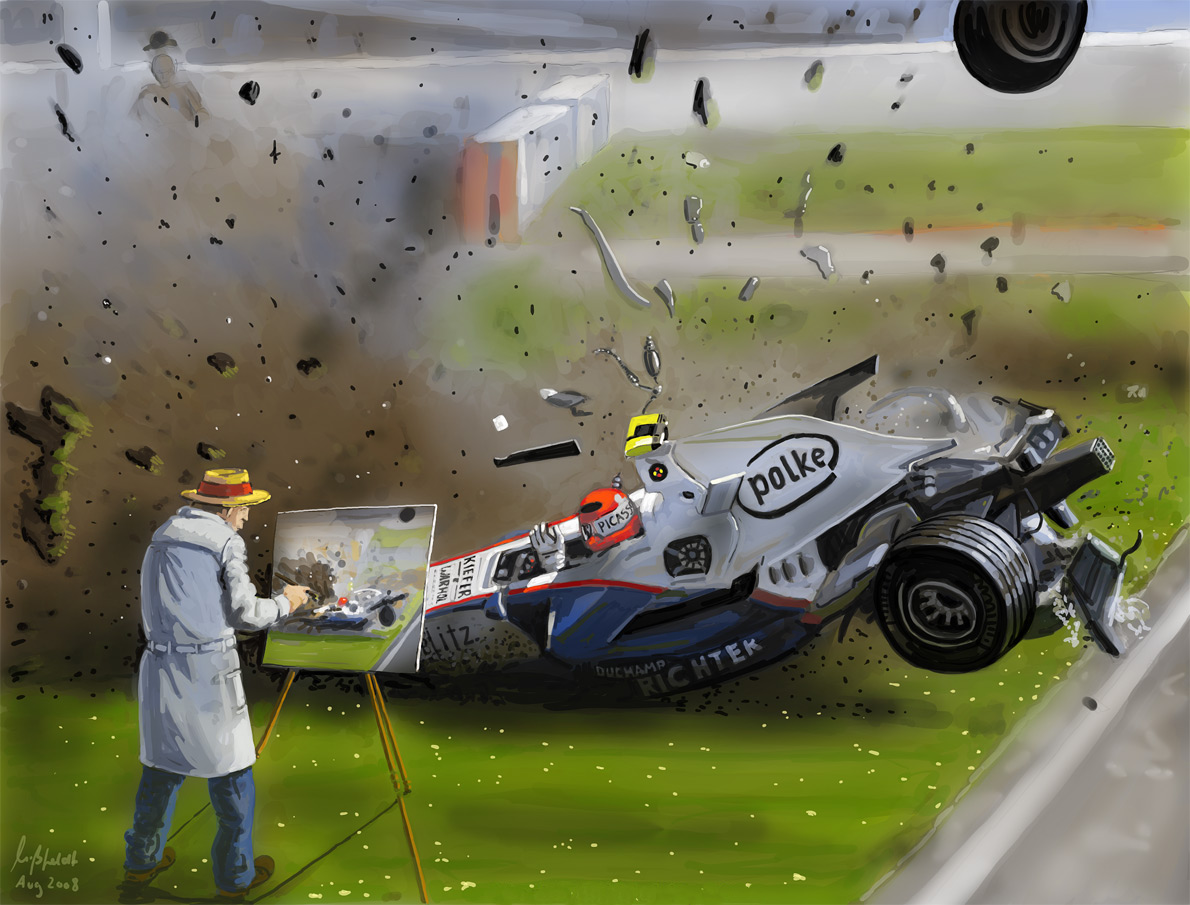
Speedpaint hecho en Adobe Photoshop

Speed painting es una técnica artística en la que el artista cuenta con un tiempo limitado para finalizar su obra. En el arte digital se refiere a la acción de crear en una interacción directa con el software que se aplica a un soporte virtual (en el caso de pintura sería lienzo o una imagen), aminorando tiempos directos en una intervención de manera digital, es decir, apresura los procesos que por relación entendemos en el término de la pintura tradicional, así como el dibujo y otras artes en la que el ordenador aminora los tiempos de creación y desarrollo gracias a un proceso digital.